# Acrogonia salax
Acrogonia salax är en insektsart som först beskrevs av Victor Antoine Signoret 1862.  Acrogonia salax ingår i släktet Acrogonia och familjen dvärgstritar.
Artens utbredningsområde är Peru. Inga underarter finns listade i Catalogue of Life.